# Giannīs Gkagkaloudīs

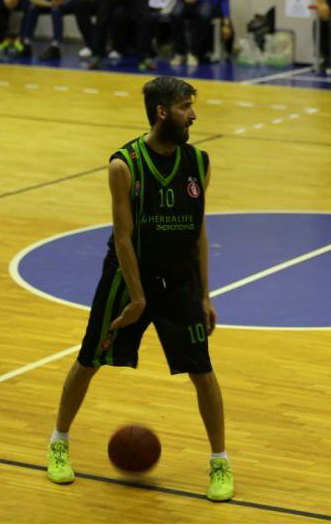
Giannīs Gkagkaloudīs nel 2016

Iōannīs Gkagkaloudīs, detto Giannīs (in greco Ιωάννης "Γιάννης" Γκαγκαλούδης?; Atene, 22 agosto 1978), è un cestista greco.
Alto 192 cm per 86 kg, gioca nel ruolo di playmaker.

## Carriera
La sua carriera ha avuto luogo prevalentemente in Grecia: dopo aver giocato nel Paleo Faliro e nel Dafni Atene, nel 2001 è passato all'Aris Salonicco con cui ha vinto una FIBA Europe Champions Cup durante i due anni di permanenza.
La stagione 2003-04 viene disputata al Panathinaikos, formazione che a fine anno vince lo scudetto greco. Rimane in patria anche nelle annate a venire, indossando rispettivamente le canotte del PAOK Salonicco, dell'AEK Atene e del Rethymno. Tra il gennaio e il febbraio del 2008 gioca tre partite con la Virtus Roma al posto dell'infortunato Jacopo Giachetti.
Torna quindi in Grecia con le esperienze al Kavala e all'AEP Olympias Patrasso. Nel 2010 firma un biennale col Maroussi Atene, ma il rapporto si interrompe nel febbraio 2012 per via dei problemi economici del club: Gagaloudis si accasa ai ciprioti dell'Apollon Limassol.

## Palmarès
- Campionato greco: 1

Panathinaikos: 2003-04
- FIBA Europe Champions Cup: 1

Aris Salonicco: 2002-03